# Mentat
Mentati jsou fiktivní lidé, vystupující v románové sci-fi sérii Duna amerického spisovatele Franka Herberta. Mentat je speciálně vyškolený člověk, který je schopen provádět matematické výpočty vyššího řádu a odhadovat logické příčiny a důsledky některých událostí. Protože ve vesmírném Impériu platí přísný zákaz používání počítačů, mentati jsou důležité osoby, sloužící jako jejich určitá náhrada, "lidské počítače". Téměř každý významný šlechtický rod má u svého dvora alespoň jednoho mentata, který slouží jako rádce.
Mentati své schopnosti mají z části vrozené, částečně je lze rozšířit výcvikem. Ke zlepšení mentatských schopností také přispívá speciální droga, šťáva safó, po níž zůstávají na rtech charakteristické fialové skvrny. 
Za vlády imperátora Leta II. Atreida byl výcvik mentatů zakázán. 

## Někteří mentati
- Gilbertus Albans, zakladatel školy mentatů – chlapec, vychovaný robotem Erasmem v době Služebnického džihádu. Z lásky ke svému vychovateli se po zničení myslících strojů rozhodl založit školu, která by učila lidi uvažovat jako počítače.
- Thufir Hawat – věrný mentat, sloužící rodu Atreidů, považován za jednoho z nejlepších mentatů v historii Impéria.
- Piter de Vries – "křivý mentat", vypěstovaný Tleilaxany pro barona Vladimira Harkonnena, nesmírně nebezpečný a inteligentní.
- Paul Atreides – syn vévody Leta Atreida, výslednice genetických manipulací Bene Gesseritu, už od dětství prokazoval mentatské schopnosti, které následně dalece přesáhl svou jasnozřivostí.
- Hayt, první ghola (upravený genetický klon) Duncana Idaha.
- bašár Miles Teg – geniální vojevůdce Bene Gesseritu v době jejich válek se Ctěnými matre.
- Bellondová – mentatsky vycvičená benegesseriťanka v období válek se Ctěnými matre.